# Triple Town
Triple Town est un jeu vidéo solo à arrangements, consistant à créer la ville la plus élaborée possible en faisant évoluer les éléments reçus les uns après les autres, dans un espace restreint. Le jeu est disponible en freemium sur des réseaux sociaux et équipements portables ; il a été développé par Spry Fox.
À l'origine, le jeu est sorti pour la liseuse Kindle d'Amazon.com en automne 2010, avant d'être porté sur les réseaux sociaux Facebook et Google+ en octobre 2011. En janvier 2012, il devient disponible pour les plateformes iOS et Android.

## Règles du jeu
- Tour après tour, il est demandé au joueur de placer obligatoirement un élément (arbitrairement choisi) sur l'une des cases vides, jusqu'à ce que toutes les cases soient occupées. Le but du jeu est de terminer la colonisation de ce plateau de taille limitée, en l'ayant valorisé au maximum.
- Chaque élément posé rapporte des points ; la destruction d'un élément retire des points.
- Lorsque trois éléments identiques (ou plus) occupent une zone contigüe, ce groupe est remplacé par un seul élément de plus grande valeur, à l'emplacement du dernier élément posé (ou à proximité).
- La combinaison rapporte deux fois plus de points si plus de trois éléments sont utilisés.

### Plateaux
Il existe différents plateaux de jeu dans Triple Town. Ils sont constitués de cases et les plateaux peuvent être de 6x6, 6x5 ou 5x5 cases. Chaque case peut accueillir un et un seul élément. Au départ, un certain nombre d'éléments sont déjà placés sur le terrain. 
À noter qu'en fonction de la version (Facebook, Google+, Kindle, iOS ou Android), tous les plateaux ne sont pas disponibles.
- Un plateau "Colonie standard", où le jeu se déroule sur une carte de 6x6 cases. La première case en haut à gauche tient un rôle particulier : c'est un lieu de stockage qui permet de garder l'élément actuel pour plus tard, en échange de celui qui s'y trouve déjà.
- Un plateau "Ville lacustre", où le jeu se déroule sur une carte de 6x6 cases, avec en son centre un carré de 2x2 cases "lac", qui ne sont pas jouables. Le lieu de stockage est cette fois-ci sur une de ces cases "lacs".
- Un plateau "Le bois aux Ours", où le jeu se déroule sur une carte de 6x5 cases entouré par une mer. Le tirage aléatoire des éléments est ici modifié pour faire apparaître plus souvent les "Ours" et les "Ninjas". C'est la première case en haut à gauche qui sert de lieu de stockage.
- Un plateau "Paisible vallée", où le jeu se déroule sur une carte de 5x5 cases entouré par une mer. Ici, ni Ours ni Ninjas. Encore une fois, c'est la première case en haut à gauche qui sert de lieu de stockage.

### Temps
Dans le mode de jeu classique, il n'y a pas de temps limite par tour; mais le nombre de tours disponibles augmente au fur et à mesure du temps (1 tour gagné par minute) jusqu'à un maximum.
Dans le mode de jeu « ville prospère », les éléments proposés sont souvent riches en points (buissons, arbres, huttes) mais la durée de jeu est limitée à 2 minutes, l'objectif étant de créer la ville la plus riche possible en un minimum de temps.

### Marché
Le joueur dispose en début de partie d'une quantité de pièces de monnaie, qui lui permettent d'acheter des tours, ou des éléments au marché (en nombre limité) à utiliser tout de suite. Il est possible d'acheter ces pièces par une transaction (réelle celle-ci) auprès du fournisseur du jeu.

## Complexité
En dépit de la petite taille du plateau de jeu et des règles simples, ce jeu apporte une grande variété de scénarios, par le caractère aléatoire des éléments qu'il faut obligatoirement placer tour à tour, par le choix des cases à remplir, et par l'enchaînement des combinaisons qui peuvent être effectués sur le plateau (à condition d'avoir été suffisamment prévoyant).